# All American Open
O All American Open foi um torneio masculino de golfe no PGA Tour disputado entre os anos de 1941 e 1957 no Tam O'Shanter Country Club, em Niles, no estado norte-americano de Illinois. O torneio foi organizado por George S. May e também era conhecido como Tam O'Shanter Open.

## Campeões
- 1957 Roberto DeVicenzo
- 1956 E.J. "Dutch" Harrison
- 1955 Doug Ford
- 1954 Jerry Barber
- 1953 Lloyd Mangrum
- 1952 Sam Snead
- 1951 Cary Middlecoff
- 1950 Bobby Locke
- 1949 Lloyd Mangrum
- 1948 Lloyd Mangrum
- 1947 Bobby Locke
- 1946 Herman Barron
- 1945 Byron Nelson
- 1944 Byron Nelson
- 1943 Harold "Jug" McSpaden
- 1942 Byron Nelson
- 1941 Byron Nelson